# Erebochlora simulator
Erebochlora simulator är en fjärilsart som beskrevs av Paul Dognin 1891. Erebochlora simulator ingår i släktet Erebochlora och familjen mätare. Inga underarter finns listade i Catalogue of Life.